# Tricoceps imperialis
Tricoceps imperialis är en insektsart som beskrevs av Capener 1953. Tricoceps imperialis ingår i släktet Tricoceps och familjen hornstritar. Inga underarter finns listade i Catalogue of Life.